# Benelli Motorella
Il Motorella era un ciclomotore prodotto dalla Benelli dal 1970 al 1978 ed aveva un motore due tempi di 49 cc. di cilindrata, dotato di frizione automatica. Fu anche prodotto col marchio MotoBi. In assoluto è stato il modello più venduto dalla Benelli/Motobi, circa 200.000 pezzi nell'arco di quasi un decennio.